# Hold On (Trapeze)
Hold On è il sesto e l'ultimo album in studio del gruppo musicale britannico Trapeze, pubblicato nel 1979. L'album fu inizialmente pubblicato in Germania col nome di Running con una cover ed una scaletta differente. Fu l'unico album in studio ad essere realizzato con Pete Goalby alla voce, che in seguitò entrò negli Uriah Heep.

## Tracce
Tutte le tracce furono composte da Mel Galley, ad eccezione di quelle segnalate.
1. Don't Ask Me How I Know – 2:48 (Goalby)
2. Take Good Care – 3:34
3. When You Get to Heaven – 4:08 (Goalby)
4. Livin' on Love – 3:47 (Goalby)
5. Hold On – 5:02
6. Don't Break My Heart – 5:43
7. Running – 4:27
8. You Are – 4:45
9. Time Will Heal – 6:37

## Formazione
- Mel Galley – chitarra, voce
- Dave Holland – batteria, percussioni
- Pete Goalby – voce, chitarra
- Pete Wright – basso